# Élections législatives de 2012 en Haute-Corse
Les élections législatives françaises de 2012 se déroulent les 10 et 17 juin 2012. Dans le département de la Haute-Corse, non concerné par le redécoupage électoral, deux députés sont à élire dans le cadre de deux circonscriptions.

## Élus
| Circonscription | Député sortant          | Parti | Parti | Groupe   | Député élu ou réélu     | Parti | Parti | Groupe |
| --------------- | ----------------------- | ----- | ----- | -------- | ----------------------- | ----- | ----- | ------ |
| 1re             | Sauveur Gandolfi-Scheit |       | UMP   | UMP      | Sauveur Gandolfi-Scheit |       | UMP   | UMP    |
| 2e              | Paul Giacobbi           |       | PRG   | app. SRC | Paul Giacobbi           |       | PRG   | RRDP   |

## Résultats

### Résultats à l'échelle du département
| Parti          | Parti                             | Premier tour | Premier tour | Second tour | Second tour | Sièges |
| Parti          | Parti                             | Voix         | %            | Voix        | %           | Sièges |
| -------------- | --------------------------------- | ------------ | ------------ | ----------- | ----------- | ------ |
|                | Parti radical de gauche           | 24 704       | 34,43        | 34 124      | 47,86       | 1      |
|                | Majorité présidentielle           | 24 704       | 34,43        | 34 124      | 47,86       | 1      |
|                |                                   |              |              |             |             |        |
|                | Union pour un mouvement populaire | 19 886       | 27,71        | 26 265      | 36,84       | 1      |
|                | Droite parlementaire              | 19 886       | 27,71        | 26 265      | 36,84       | 1      |
|                |                                   |              |              |             |             |        |
|                | Régionaliste                      | 15 813       | 22,04        | 10 906      | 15,30       | 0      |
|                | Front national                    | 5 876        | 8,19         |             |             | 0      |
|                | Front de gauche                   | 4 604        | 6,42         | 0           |             |        |
|                | Divers écologiste                 | 590          | 0,82         | 0           |             |        |
|                | Lutte ouvrière                    | 285          | 0,40         | 0           |             |        |
|                |                                   |              |              |             |             |        |
| Inscrits       | Inscrits                          | 118 587      | 100,00       | 118 592     | 100,00      | 2      |
| Abstentions    | Abstentions                       | 45 722       | 38,56        | 44 531      | 37,55       |        |
| Votants        | Votants                           | 72 865       | 61,44        | 74 061      | 62,45       |        |
| Blancs et nuls | Blancs et nuls                    | 1 107        | 1,52         | 2 766       | 3,73        |        |
| Exprimés       | Exprimés                          | 71 758       | 98,48        | 71 295      | 96,27       |        |

### Résultats par circonscription

#### Première circonscription (Bastia)
| Candidat       | Candidat                              | Parti          | Premier tour | Premier tour | Second tour | Second tour |  |
| Candidat       | Candidat                              | Parti          | Voix         | %            | Voix        | %           |  |
| -------------- | ------------------------------------- | -------------- | ------------ | ------------ | ----------- | ----------- |  |
|                | Sauveur Gandolfi-Scheit sortant réélu | UMP            | 10 241       | 31,19        | 13 297      | 38,07       |  |
|                | Gilles Simeoni                        | FC (PNC)       | 8 121        | 24,73        | 10 906      | 31,22       |  |
|                | Jean Zuccarelli                       | PRG (PS)       | 7 734        | 23,55        | 10 728      | 30,71       |  |
|                | Tony Cardi                            | RBM (FN)       | 2 626        | 8,00         |             |             |  |
|                | Michel Stéfani                        | FG (PCF)       | 2 346        | 7,14         |             |             |  |
|                | Jean-Philippe Antolini                | CL             | 1 083        | 3,30         |             |             |  |
|                | Jean-François Baccarelli              | MÉI            | 590          | 1,80         |             |             |  |
|                | Olivier Josué                         | LO             | 94           | 0,29         |             |             |  |
|                |                                       |                |              |              |             |             |  |
| Inscrits       | Inscrits                              | Inscrits       | 54 669       | 100,00       | 54 656      | 100,00      |  |
| Abstentions    | Abstentions                           | Abstentions    | 21 344       | 39,04        | 18 819      | 34,43       |  |
| Votants        | Votants                               | Votants        | 33 325       | 60,96        | 35 837      | 65,57       |  |
| Blancs et nuls | Blancs et nuls                        | Blancs et nuls | 490          | 1,47         | 906         | 2,53        |  |
| Exprimés       | Exprimés                              | Exprimés       | 32 835       | 98,53        | 34 931      | 97,47       |  |

#### Deuxième circonscription (Corte - Calvi)
| Candidat       | Candidat                    | Parti          | Premier tour | Premier tour | Second tour | Second tour |  |
| Candidat       | Candidat                    | Parti          | Voix         | %            | Voix        | %           |  |
| -------------- | --------------------------- | -------------- | ------------ | ------------ | ----------- | ----------- |  |
|                | Paul Giacobbi sortant réélu | PRG (PS)       | 16 970       | 43,60        | 23 396      | 64,34       |  |
|                | Stéphanie Grimaldi          | UMP            | 9 645        | 24,78        | 12 968      | 35,66       |  |
|                | Saveriu Luciani             | FC (PNC)       | 4 201        | 10,79        |             |             |  |
|                | Estelle Massoni             | RBM (FN)       | 3 250        | 8,35         |             |             |  |
|                | Pierre-Antoine Tomasi       | CL             | 2 408        | 6,19         |             |             |  |
|                | Marie-Jeanne Fédi           | FG (PCF)       | 2 258        | 5,80         |             |             |  |
|                | Pierrette Govi-Mattei       | LO             | 191          | 0,49         |             |             |  |
|                |                             |                |              |              |             |             |  |
| Inscrits       | Inscrits                    | Inscrits       | 63 918       | 100,00       | 63 936      | 100,00      |  |
| Abstentions    | Abstentions                 | Abstentions    | 24 378       | 38,14        | 25 712      | 40,22       |  |
| Votants        | Votants                     | Votants        | 39 540       | 61,86        | 38 224      | 59,78       |  |
| Blancs et nuls | Blancs et nuls              | Blancs et nuls | 617          | 1,56         | 1 860       | 4,87        |  |
| Exprimés       | Exprimés                    | Exprimés       | 38 923       | 98,44        | 36 364      | 95,13       |  |